# Tjikoj
Tjikoj (russisk: Чикой, tr. Tjikoj; mongolsk: Цѳх гол, tr. Tsfkh gol) er en flod i Zabajkalskij kraj og Republikken Burjatia i Den Russiske Føderation. Floden løber et stykke langs grænsen mellem Rusland og Mongoliet. Den er en højre biflod til Selenge, og er 769 km lang, med et afvandingsareal på 46.200 km². Den største biflod er Menza.
Floden er islagt fra månedsskiftet oktober/november til månedsskiftet april/maj.
50°01′40″N 107°08′47″Ø / 50.0278°N 107.1464°Ø